# Rari Nantes Sori
Rari Nantes Sori ist der Name einer norditalienischen Wasserballmannschaft. Der Verein wurde am 15. März 1956 in der ligurischen Gemeinde Sori gegründet. Die Farbe, der in der ersten Liga, der Serie A1, spielenden Mannschaft ist Granatrot. Das Symbol ist die Rose.
Das beste bisher erzielte Resultat in der Vereinsgeschichte war die Italienvizemeisterschaft von 1970.

## Spieler
| Nationalität | Name                 | Position           |
| ------------ | -------------------- | ------------------ |
| Rumänien     | Roberto Dinu         | Torhüter           |
| Italien      | Davide Gallone       | Torhüter           |
| Italien      | Daniele Giorgi       | Verteidigung       |
| Montenegro   | Pedrag Jokic         | Verteidigung       |
| Kroatien     | Ivan Zanetic         | Verteidigung       |
| Italien      | Enrico Trebino       | Center             |
| Italien      | Alessandro Caliogna  | Angriff            |
| Italien      | Edoardo Caliogna     | Angriff            |
| Australien   | Pietro Figlioli      | Angriff            |
| Italien      | Giamarco Guidaldi    | Angriff            |
| Italien      | Christian Presciutti | Angriff            |
| Italien      | Federico La Penna    | Centerverteidigung |
| Ukraine      | Sasha Sadovy         | Centerverteidigung |